# Роуан Колман
Роуан Колман (на английски: Rowan Coleman) е английска писателка, авторка на произведения в жанровете чиклит, детска литература и съвременен юношески роман.

## Биография и творчество
Роуан Колман е родена на 14 април 1941 г. в Англия. Израства в Бъркхамстед, Хартфордшър и като дете страда от дислексия. Завършва с бакалавърска степен по английска филология през 1993 г. и магистърска степен по творческо писане от университета на Хъл. След дипломирането си работи в книжарница в Хемъл Хемпстед и в независима книжарница в Лондон. След това работи в издателство „Рандъм Хаус“ като редакционен мениджър в „Ebury Press“.
През януари 2001 г. печели наградата за млади писатели на годината в конкурс на списание „Company“, в резултат на което придобива литературен агент и издател.
Първият ѝ роман „Growing Up Twice“ е публикуван през 2002 г.
Роуан Колман живее със семейството си в Хартфордшър.

## Произведения

### Самостоятелни романи
- Growing Up Twice (2002)
- After Ever After (2003)
- River Deep (2004)
- The Baby Group (2007)
- Another Mother's Life (2008)
- Mommy By Mistake (2009)
- The Happy Home for Broken Hearts (2010)
- The Home for Broken Hearts (2010)
- Lessons in Laughing Out Loud (2011)
- Dearest Rose (2012) – издаден и като „The Runaway Wife“
- The Memory Book (2014)
- The Day We Met (2015)
- We Are All Made of Stars (2015)
Всички сме родени от звездите, изд.: ИК „Ера“, София (2017), прев. Юлия Чернева
- The Other Sister (2016)
- The Summer Of Impossible Things (2017)
Лятото на невъзможните неща, изд.: ИК „Ера“, София (2018), прев.
- Mirror, Mirror (2017) – с Кара Делевинг

### Серия „Руби Паркър“ (Ruby Parker)
1. Hits the Small Time (2005)
2. Soap Star (2007)
3. Film Star (2007)
4. Hollywood Star (2007)
5. Musical Star (2008)
6. Shooting Star (2010)

### Серия „Софи Милс“ (Sophie Mills)
1. The Accidental Mother (2005)
2. The Accidental Wife (2008)
3. The Accidental Family (2009)

### Участие в общи серии с други писатели
- Woman Walks into a Bar (2006)
- Looking for Captain Poldark (2017)